# Клещовиці
Клещовиці (пол. Kleszczowice) — село в Польщі, у гміні Вінсько Воловського повіту Нижньосілезького воєводства.
Населення — 56 осіб (2011).
У 1975-1998 роках село належало до Вроцлавського воєводства.

## Демографія
Демографічна структура станом на 31 березня 2011 року:
|          | Загалом | Допрацездатний вік | Працездатний вік | Постпрацездатний вік |
| -------- | ------- | ------------------ | ---------------- | -------------------- |
| Чоловіки | 25      | 4                  | 19               | 2                    |
| Жінки    | 31      | 9                  | 17               | 5                    |
| Разом    | 56      | 13                 | 36               | 7                    |